# Run This Town
Run This Town este primul disc single extras de pe albumul The Blueprint 3, al cântărețului american Jay-Z. Fiind o colaborare cu Rihanna și Kanye West, piesa a câștigat popularitate în unele regiuni ale Europei, dar și în America de Nord.
Videoclipul muzical însoțitor al cântecului, regizat de Anthony Mandler, înfățișează trio-ul într-un mediu post-apocaliptic , prezentând scene care implică protestatari furiosi în jurul lor.  „Run This Town” a fost interpretat de Jay-Z, West și Rihanna în premiera serialului The Jay Leno Show din Statele Unite.